# Дечиндени (Дамбовица)
Дечиндени (рум. Decindeni) насеље је у Румунији у округу Дамбовица у општини Драгомирешти. Oпштина се налази на надморској висини од 311 m.

## Становништво
Према подацима из 2002. године у насељу је живело 2354 становника, од којих су сви румунске националности.